# Ypthima macrianus
Ypthima macrianus är en fjärilsart som beskrevs av Hans Fruhstorfer 1911. Ypthima macrianus ingår i släktet Ypthima och familjen praktfjärilar. Inga underarter finns listade i Catalogue of Life.